# Terrakota
Terrakota ist eine Weltmusik-Band aus Portugal.
Die Band gründete sich 1999, als einige Lissabonner Musiker von einem längeren Aufenthalt in Burkina Faso zurückkamen, wo sie von den dortigen Menschen, Dörfern und Kulturen beeindruckt wurden.
Ihre Musik ist zusätzlich von Reggae, aber auch brasilianischer Musik beeinflusst. Die Band spielte auch viel im Ausland, auch über längere Zeiten und teils als Straßenmusikanten.
2004 nahmen sie ihr zweites Album (Humus Sapiens) in Dakar auf, im Studio von Youssou N’Dour. Im Anschluss reisten sie um die Welt, und spielten Konzerte in Ländern wie Argentinien, Burkina Faso, Indien, Kuba, Marokko und der Türkei, und anderen mehr. Sie spielten auch auf zahlreichen Weltmusikfestivals in ganz Europa. Seither haben sie zwei weitere Alben veröffentlicht, mit zuletzt verstärkten indischen Einflüssen. Entsprechend ihrer kapitalismuskritischen Haltung veröffentlichen sie weiterhin auf Independent-Labeln und bewegen sich weitgehend außerhalb kommerzieller Strukturen der Unterhaltungsmusikbranche.

## Diskografie
- 2002: Terrakota
- 2004: Humus Sapiens
- 2007: Oba Train
- 2010: World Massala